# Bugle rampante
Ajuga reptans
Espèce
Classification phylogénétique
La bugle rampante (Ajuga reptans) est une espèce de plantes à fleurs de la famille des Lamiacées. C'est une plante vivace originaire d'Eurasie et d'Afrique qui pousse dans les endroits frais et qui émet de longs stolons feuillés.
L’aire de répartition naturelle de cette espèce s’étend de l’Europe au nord de l’Iran, au nord-ouest de l’Afrique. C’est une plante vivace qui pousse principalement dans le biome tempéré. Elle est utilisée pour traiter des troubles médicinaux non spécifiés, a des utilisations environnementales et pour l’alimentation.

## Nomenclature, étymologie
La première description botanique de l’espèce est celle de Linné, sous le nom de Ajuga reptans, dans Species Plantarum 2: 561, en 1753.
Le nom de genre Ajuga vient du latin abiga, nom déjà utilisé par Pline HN., 24, 29 qui au premier siècle indiquait « La chamaepitys est appelée en latin « abiga » en raison de l’avortement, abortus, qu’elle provoque » (Histoire naturelle). Ajuga serait une lecture fautive de auiga chez Scribonius Largus (Ier siècle).
L’épithète spécifique reptans vient du latin rēptō, āvī, ātum, āre, « ramper » (gaffiot.fr), allusion aux stolons rampants. 
Cette bugle porte également des noms vernaculaires de Bugle rampante, Consyre moyenne.

## Distribution, habitat
Selon POWO, l’aire de répartition naturelle de cette espèce s’étend de l’Europe au nord de l’Iran, au nord-ouest de l’Afrique.
Elle est originaire d’Europe (Espagne, Portugal, France, Royaume Uni, Irlande, Belgique, Allemagne, Suisse, Italie, Pays-Bas, Danemark, Tchéquie, Slovaquie, Pologne, Hongrie, ex-Yougoslavie, Roumanie, Bulgarie, Pays baltes, Biélorussie, Ukraine, Norvège, Suède, Finlande ; Russie du Nord-Ouest), Transcaucasie, Turquie, Iran, Algérie, Tunisie.
Elle a été introduite en Amérique du Nord, en Nouvelle-Zélande, en Tasmanie.
Elle pousse dans les lieux frais et herbeux, dans toute la France où elle est commune jusque 2 000 mètres d'altitude mais plus rare en région méditerranéenne.

## Description
C'est une plante vivace de 10-40 cm, à souche émettant de longs rejets. Une tige dressée, simple, poilue alternativement sur 2 faces opposées, peu feuillée.
Les feuilles sont obovales ou oblongues, glabrescentes, entières ou sinuées-crénelées, les radicales plus grandes, en rosette, atténuées en long pétiole.
Les fleurs sont bleues, rarement rosées ou blanches, en épi assez lâches et interrompu à la base. Les bractées sont ovales, entières, souvent bleuâtres, les supérieures plus courtes que les fleurs. La calice est velu, à dents triangulaires. La lèvre inférieure de la corolle présente trois lobes tandis que la lèvre supérieure est très courte ou à peine marquée.
Floraison : en avril-mai-juin, fleurs bleu foncé de 1 à 2 cm sur des épis pouvant atteindre 15 cm.
Taille : 10 à 40 cm de haut. Son étalement peut aller jusqu'à 1 m de diamètre.
Elle peut être confondue avec la Bugle de Genève qui préfère les sols plus secs et moins riches. De plus, la Bugle de Genève est pubescentes sur chacune de ses quatre faces et ne présente pas de branches rampantes.

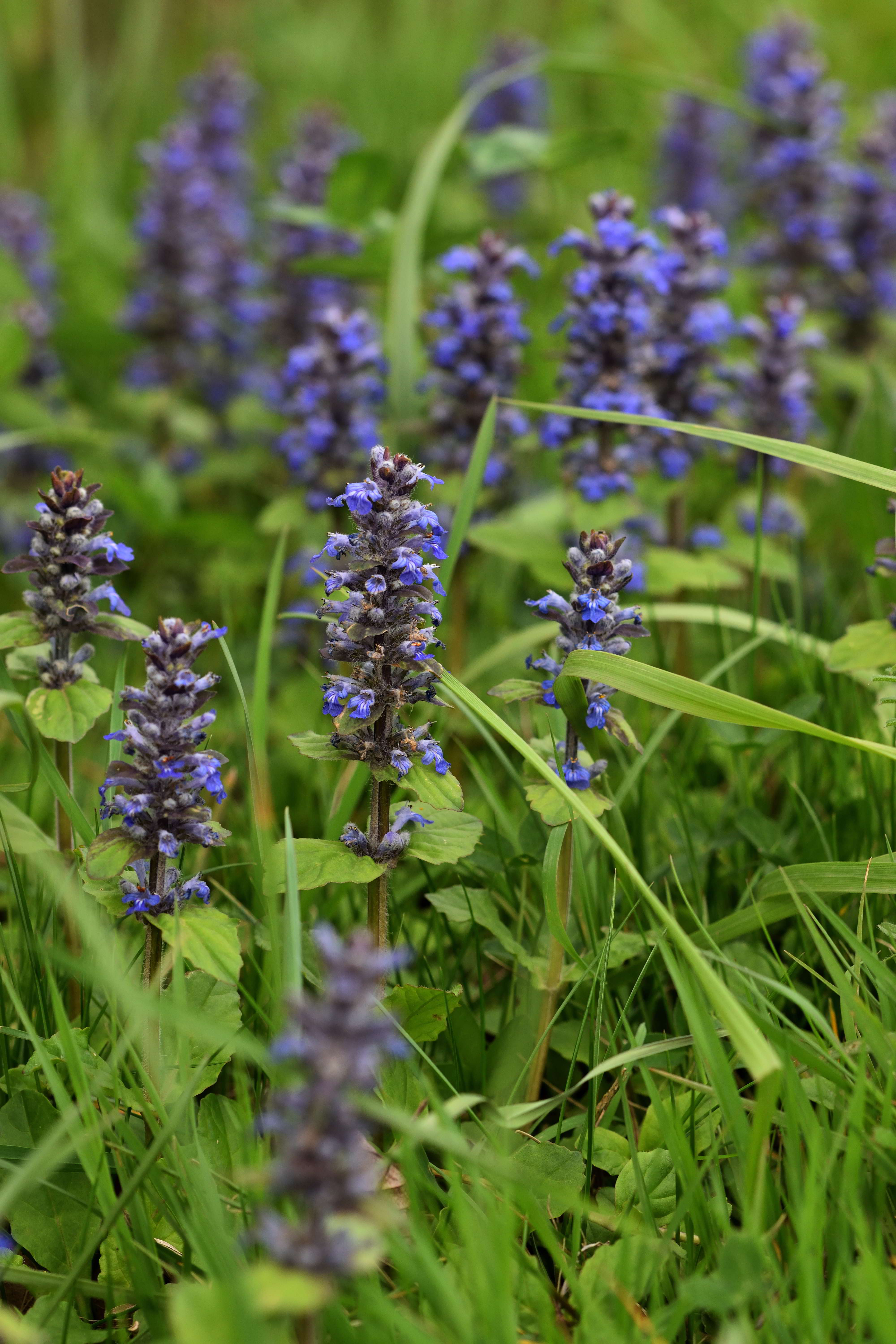
Ensemble d'inflorescences de Bugles rampantes.
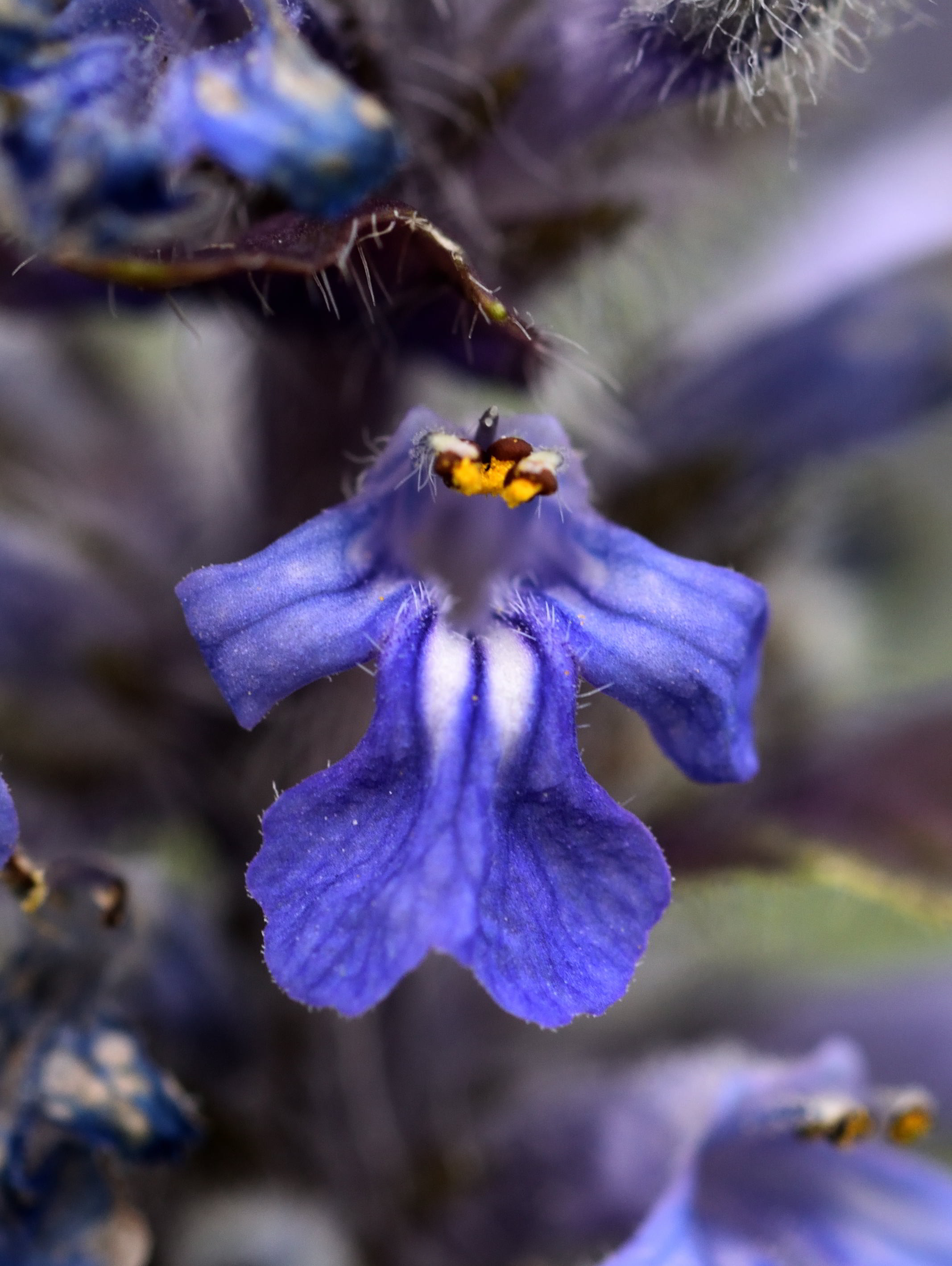
Fleur de Bugle rampante. La lèvre inférieure, présentant trois lobes, est nettement plus développée que la lèvre supérieure.
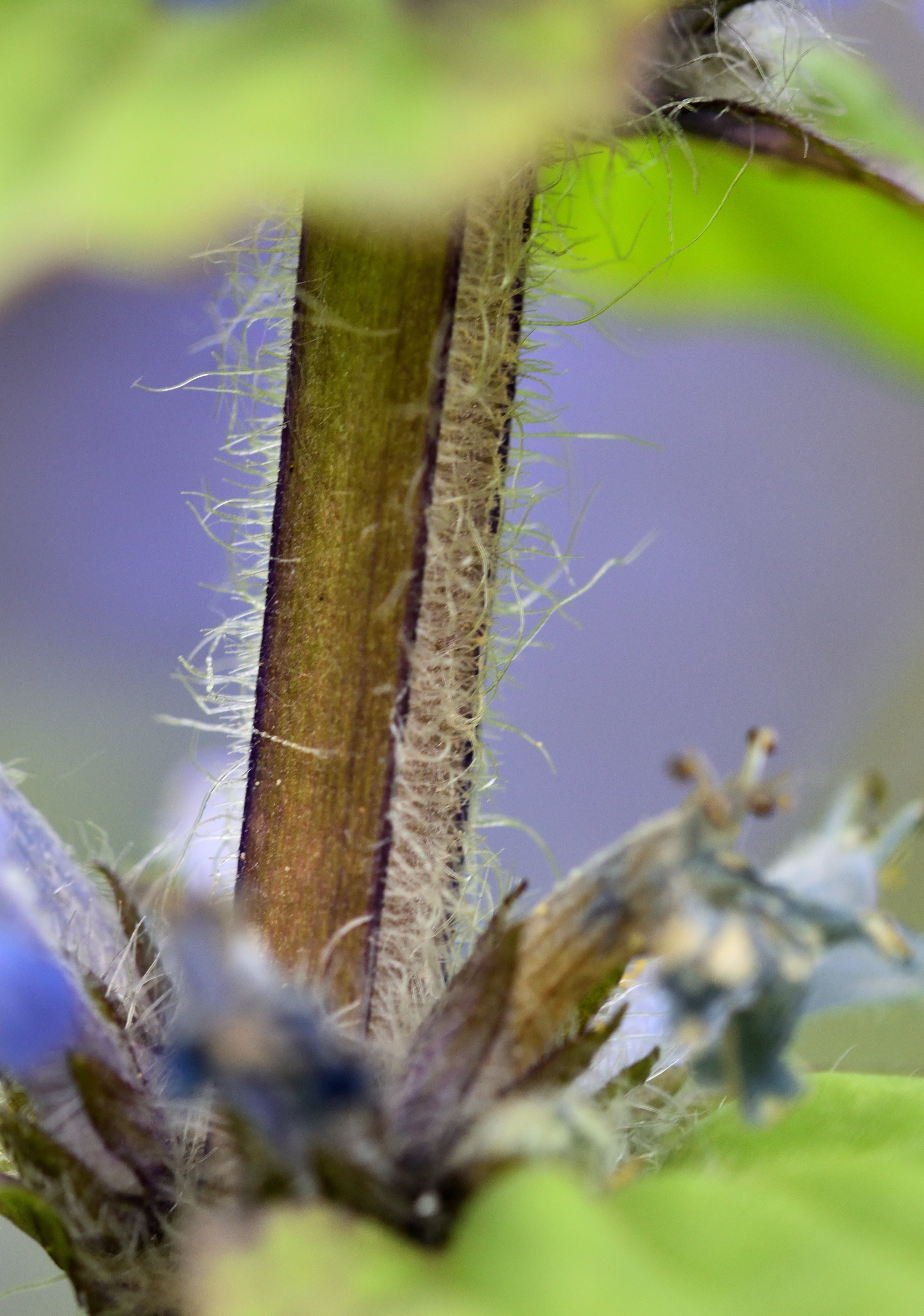
La tige carrée de la Bugle rampante n'est pubescente que sur deux de ses quatre faces.

## Utilisations

### Pharmacopée
Cette plante est connue pour ses vertus médicinales : sa richesse en tanins explique son utilisation depuis des siècles : usage interne (antidiarrhéique, anti-inflammatoire, antifongique) et externe (hémostatique, cicatrisant, qui l'a fait aussi appeler "herbe des charpentiers"),. Cette réputation au Moyen Âge lui vaut le distique « Qui a la bugle et la sanicle, fait au chirurgien la nique ».

L'herbe Ajuga reptans a aussi été utilisée en médecine traditionnelle (en Autriche et dans les Balkans par exemple), en interne ; sous forme de thé/infusion, pour traiter les troubles des voies respiratoires, .

### Pharmacochimie
En 1990, une étude a montré  qu'en culture in vitro, les cals de Bugle rampant produisent des anthocyanines (jusqu'à 2,5% du poids sec sous un cycle lumière-obscurité) et qu'il s'agit d'une des rares espèces capable d'en produire dans le noir total (1% du poids sec).

Des anthocyanines triacylées sont aussi produites par la fleur ; En 1996 quatre anthocyanes différents avaient été isolées des fleurs d' Ajuga reptans (de même que de leurs cultures cellulaires), et un cinquième anthocyane a également été découvert par spectrométrie de masse HPLC. Celui qui est le plus présent (anthocyanine cyanidine 3-(di-p-coumaroyl)sophoroside-5-malonylglucoside) s'est montré plus stable que la cyanidine 3-glucoside, et aussi plus efficace pour prévenir les réactions de péroxidation. Selon M.-PiaCalcagno & al. (1996), les cultures de cellules de fleurs du Bugle rampant produisent assez d'anthocyanines pour présenter un intérêt comme source de colorant alimentaire ou pour d'autres usages.
Israili & Lyoussi (2009) ont publié une étude ethnopharmacologique sur le genre Ajuga
Selon une étude récente (2017), la fleur contient des composés actifs potentiellement intéressants : antioxydants et antibactériens.
La plante produit des phyto-ecdystéroïdes, in vitro (cultures de cellules de tissus de racines), par contre aucun ecdystéroïde n'a été observé dans les pousses cultivées en l'absence de racine. Et « la concentration d'ecdystéroïdes était plus élevée dans les cultures supplémentées en hormones que dans le milieu basal et augmentait pendant la période de croissance ». Les types d'ecdystéroïdes dominants changent selon que la culture soit faite in vitro ou in vivo; les ecdystéroïdes du Bugle rampant A. reptans sont donc biosynthétisés dans les racines,. Selon la saison, les conditions environnementales, mais aussi selon les variétés (sous-espèces, dont par exemple A. reptans var. atropurpurea. ) les ecdystéroïdes peuvent varier (en termes de molécules et de quantité). Ces molécules pourraient jouer un rôle de protection contre les arthropodes en perturbant leur cycle de mues.
Les tiges et feuilles contiennent aussi une quantité importante d'oligosaccharide (s) de la famille du raffinose et dans le phloème et les feuilles) et c'est le stachyose qui est, de loin, la forme la dominante (pour rappel, les raffinoses sont des sucres impliqués dans le transport et le stockage des carbohydrates dans la plante, décomposés par nos bactéries intestinales, ils sont sources de sensation de ballonnement et de flatulences, présent dans de nombreux légumes dont le haricot) ; dans les feuilles, le taux de raffinoses est plus bas en été (75 mg/g de poids frais) et le plus élevées en automne/hiver (200 mg/g de poids frais), alors que le saccharose et l'amidon ne sont que des composants mineurs. Le raffinoses pourraient expliquer la résistance au gel de cette plante.

### Dans les jardins
Sur sols riches et frais, en mi-ombre, cette plante peut être cultivée comme couvre-sol et plante décorative ; de nombreux cultivars en ont été sélectionnés, dont «Catlin's Giant» qui a remporté le prix du mérite du jardin de la Royal Horticultural Society,.

### Plante alimentaire
La Bugle rampante fait partie des plantes sauvages comestibles autrefois consommées, par exemple cuite, en Italie ou dans les Balkans en Bosnie-Herzégovine. La feuille en est comestible, consommée crue (en salade, généralement) ou cuite (dans une soupe, une sauce verte, des galettes végétales...).
Il est aussi utilisé comme fourrage pour les animaux en Australie.
La plante n'a aucun effet toxique décrit chez l'humain, ni chez le chien, le chat, le cheval ou le bétail (bovins, ovins) ni chez les oiseaux.

## Pollen
La morphologie du pollen des plantes du genre Ajuga a été étudiée ; elle présente une valeur taxinomique.

## Écologie
La bugle rampante est appréciée de nombreux papillons de jour en voie de régression : elle est la principale source de nectar pour le Grand collier argenté et le Petit collier argenté.
C'est aussi une source (secondaire) de nectar pour le Citron, l'Hespérie du brome,Argus bleu, Azuré du serpolet, Azuré des nerpruns, Point-de-Hongrie, Lucine, Piéride de Réal, Piéride du chou, Piéride du navet, Piéride de la rave, Hespérie de la mauve, Mélitée du mélampyre, Leptidea sinapis, Sylvaine, Damier de la succise, Aurore, Belle-Dame.
Cette plante est naturellement consommée par certains rongeurs forestiers.

## Photos

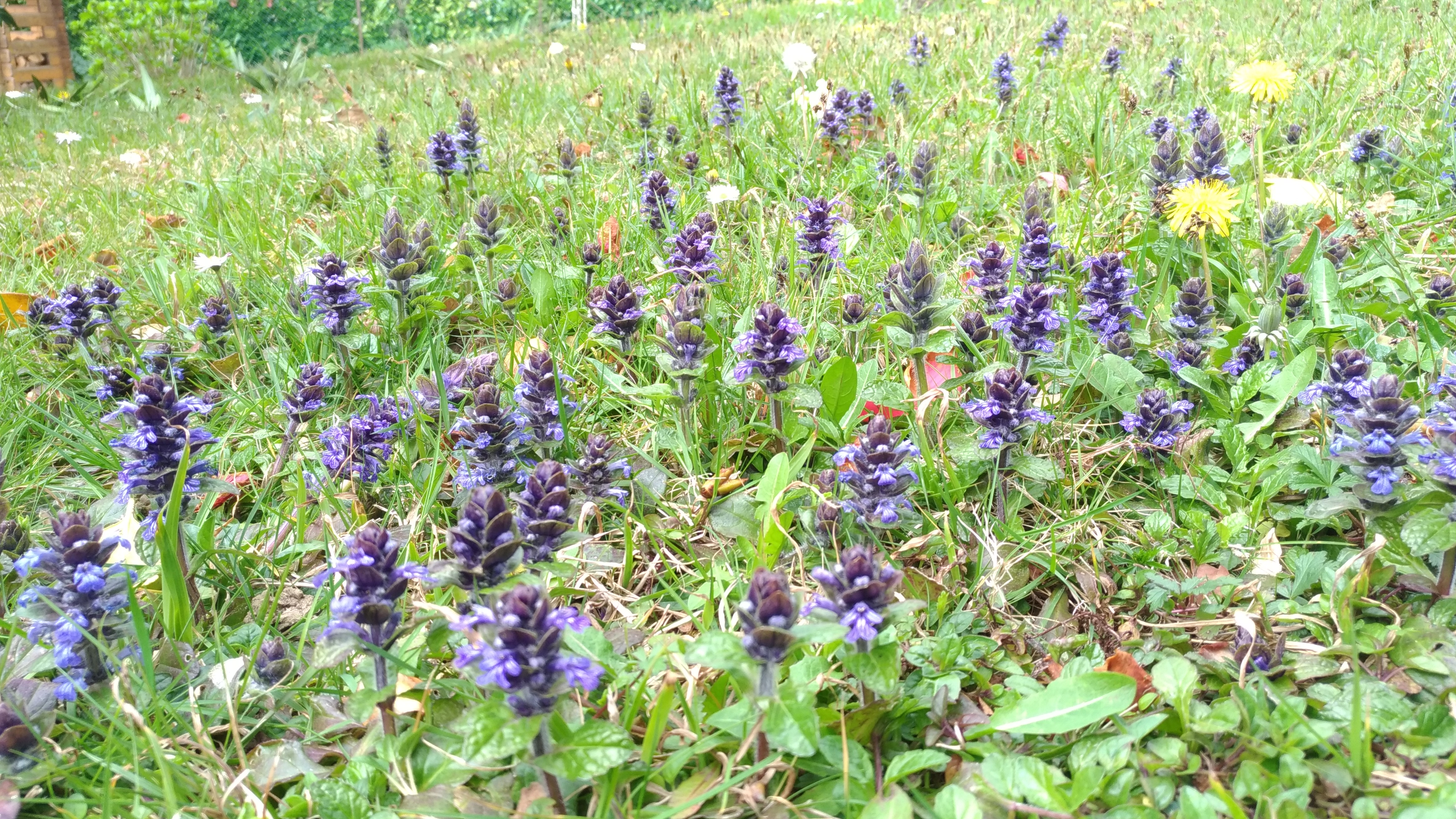
Bugle rampante
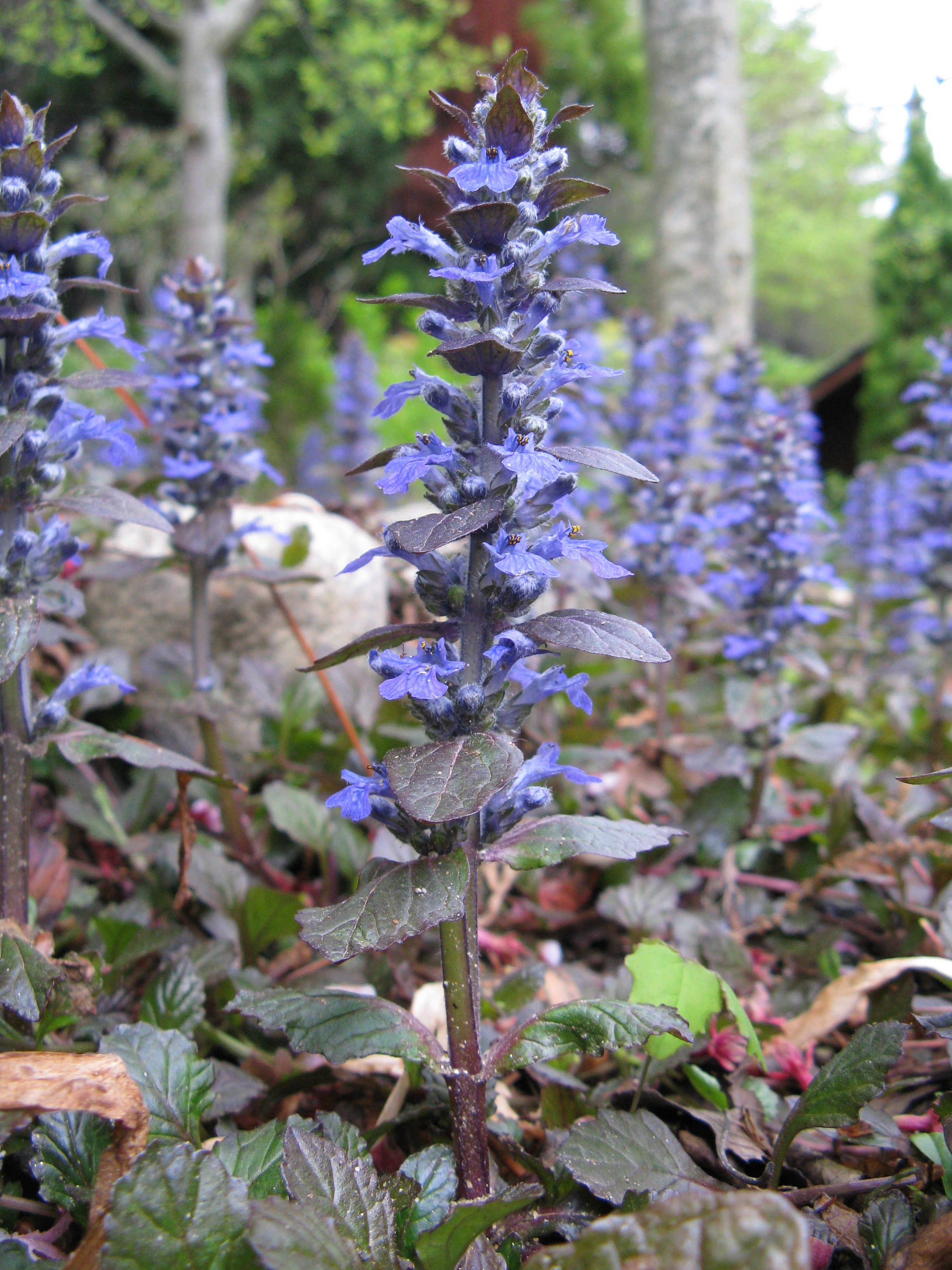
Ajuga reptans
Inflorecence

## Illustrations

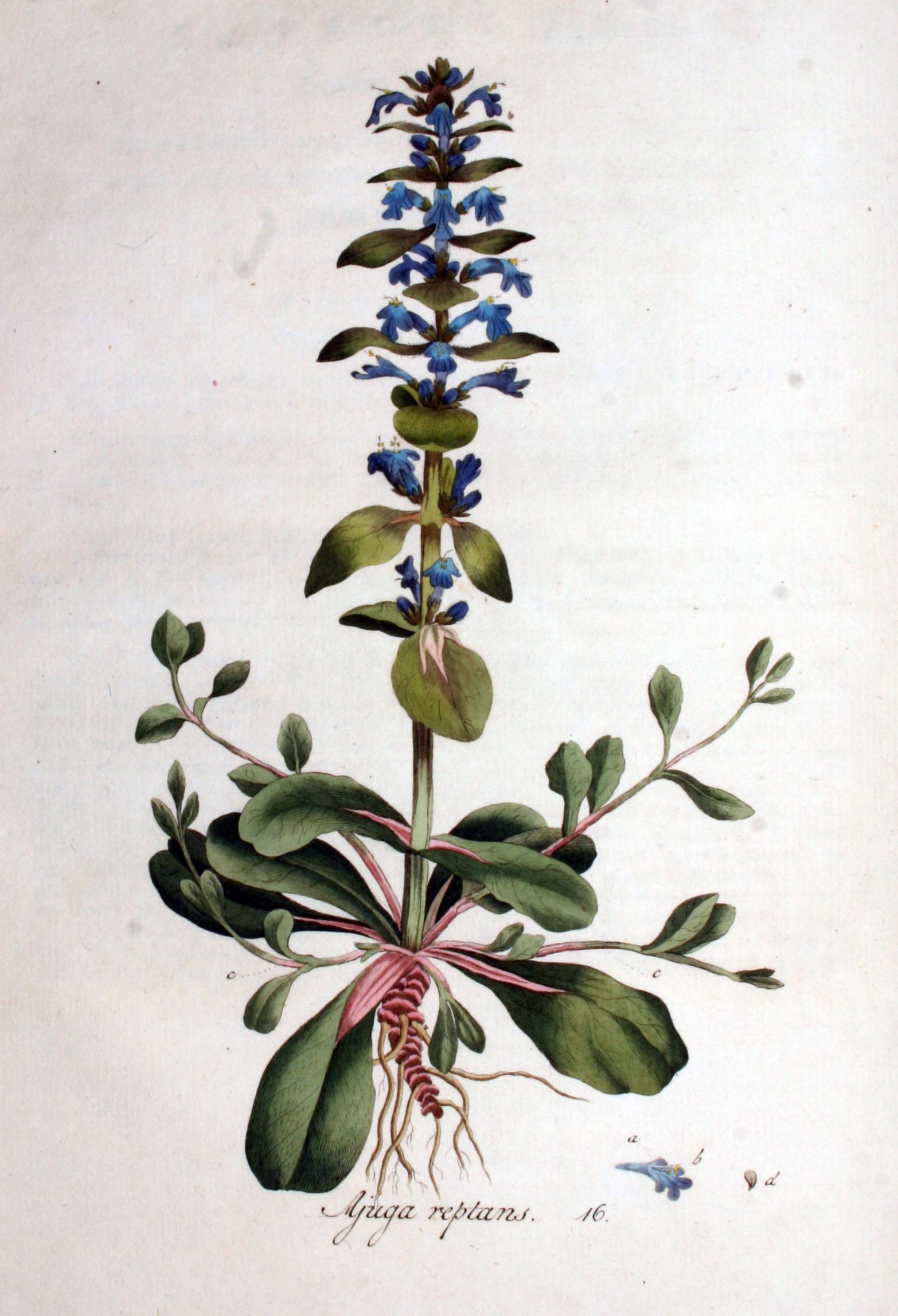
Jan Kops - Flora Batava, Volume 16, (1800)
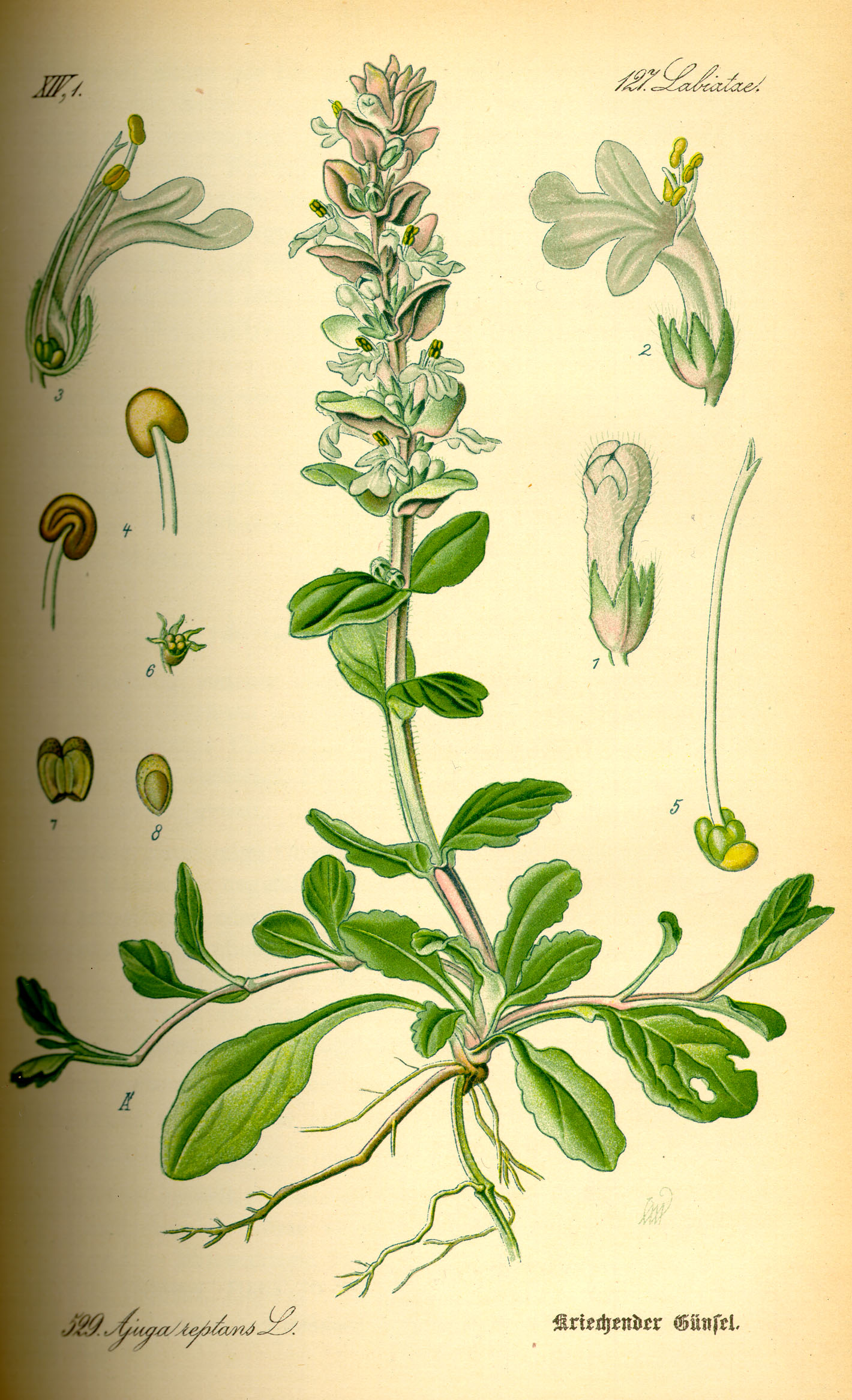
Otto Wilhelm Thomé, Flora von Deutschland, (1885)
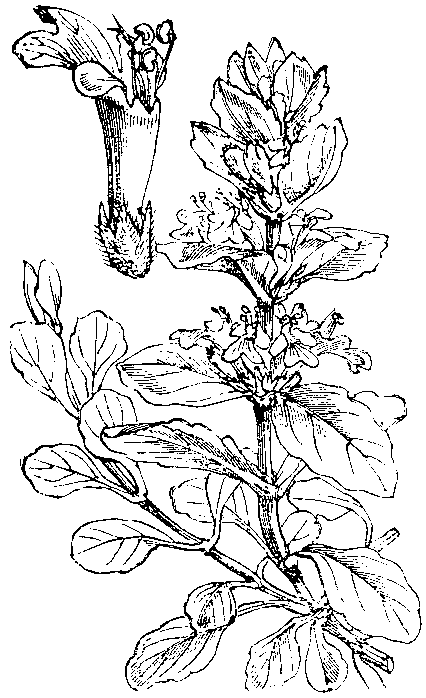
Martin Cilenšek: Naše škodljive rastline,(1892)
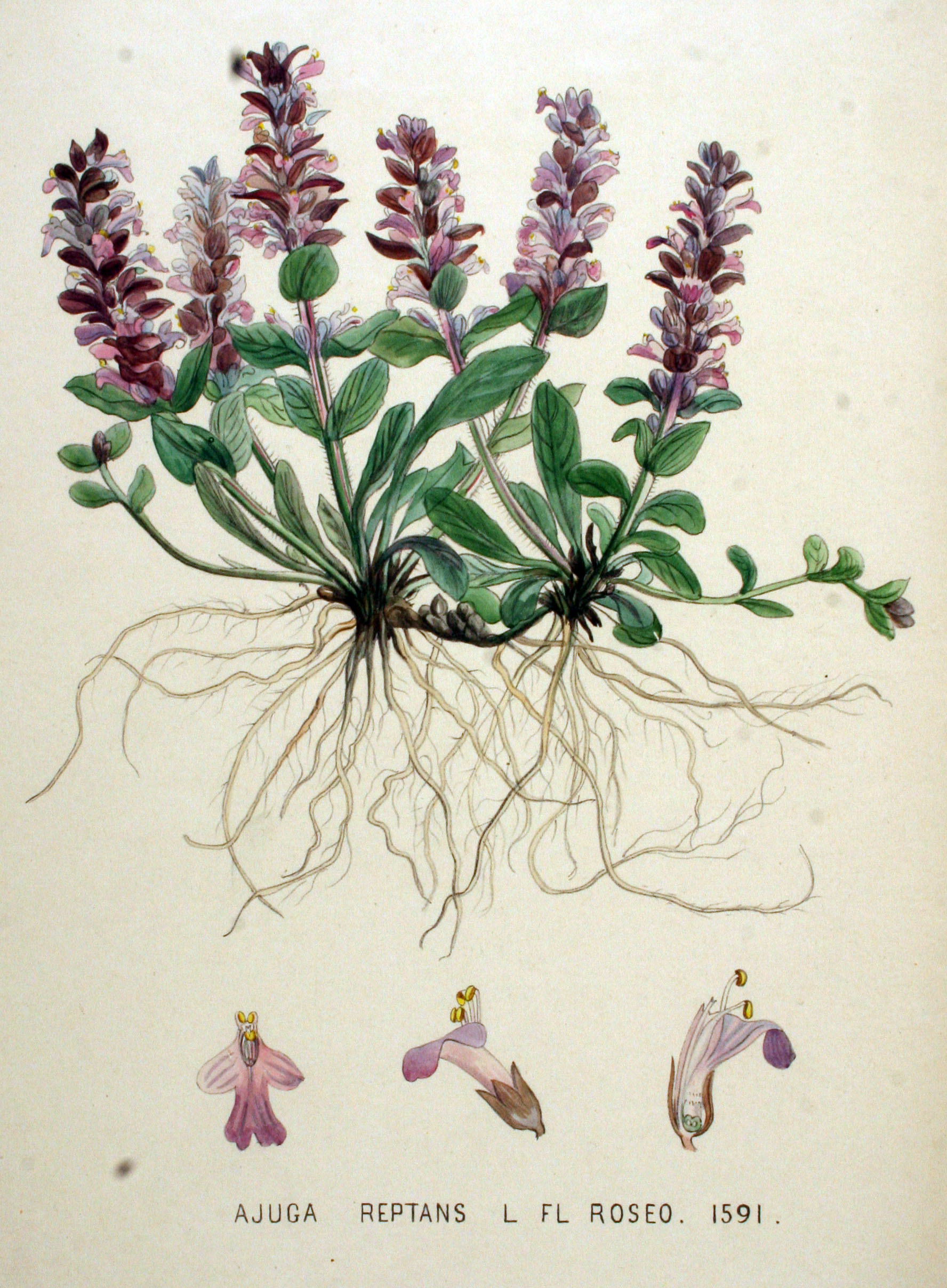
Flora Batava, vol. 20,(1898)

## Variétés
L'espèce sauvage est parfois envahissante, et des variétés horticoles en sont cultivées, qui forment d'excellents couvre-sol. Leurs feuilles et fleurs sont de diverses couleurs. Les principales variétés sont :
- A. reptans 'Burgundi Glow' : feuilles vert argenté ou vert doré avec du rouge vineux foncé ;
- A. reptans 'Catlin's Giant' : grandes feuilles bronze pourpré foncé. Les inflorescences sont un peu plus grandes ;
- A. reptans 'Multicolor' ou A. reptans 'Rainbow' : tapissant, aux feuilles vert bronze foncé marquées de crème et de rose ;
- A. reptans 'Pink Elf' : compact, fleurs rose foncé sur des hampes courtes (5 cm de haut) ;
- A. reptans 'Variegata' : dense et à pousse lente. Feuilles gris-vert marginées et éclaboussées de crème.